# Myiopharus prompta
Myiopharus prompta là một loài ruồi trong họ Tachinidae.